# Гравье де Верженн, Жан
Жан-Шарль Гравье, маркиз де Верженн (4 ноября 1718, Дижон — 24 июля 1794, Париж) — французский чиновник и дипломат.

## Биография
Выходец из аристократической семьи, происходившей из Бургундии, старший брат министра иностранных дел Франции в 1774—1787 годах Шарля Гравье де Верженна (1719—1787).
Начал службу чиновником в родном Дижоне. В 1775 году был назначен послом в Швейцарию и подписал со швейцарцами союзный договор в Золотурне. Пробыв послом в Швейцарии до 1777 года, маркиз де Верженн был назначен послом в Португалию, в 1779 — в Венецию, в 1786 году — снова в Швейцарию. Суммарно проработал на должности посла Франции в трёх странах почти 15 лет. Отозванный в связи с французской революцией, маркиз де Верженн с началом террора был заключен в парижскую тюрьму Сен-Лазар. В июне 1794 года он был казнён на гильотине вместе с сыном, Шарлем Гравье де Верженном (1751—1794).
Маркиз был женат на своей кузине, Жанне Шевиньяр Шовини (Chevignard Chavigny). Её отец был председателем парламента (судебный орган) Безансона, а дядя, Теодор Шавиньи (фр.) — известным дипломатом, французским посланником в Лиссабоне, который в своё время много способствовал началу карьеры младшего брата Жана, Шарля, в дальнейшем — министра иностранных дел. Внучка маркиза де Верженна, Клер, стала знаменитой светской дамой эпохи Первой империи, а позднее мемуаристкой, и в историю вошла, как мадам Ремюза (по фамилии своего мужа).